# Paul Tholey

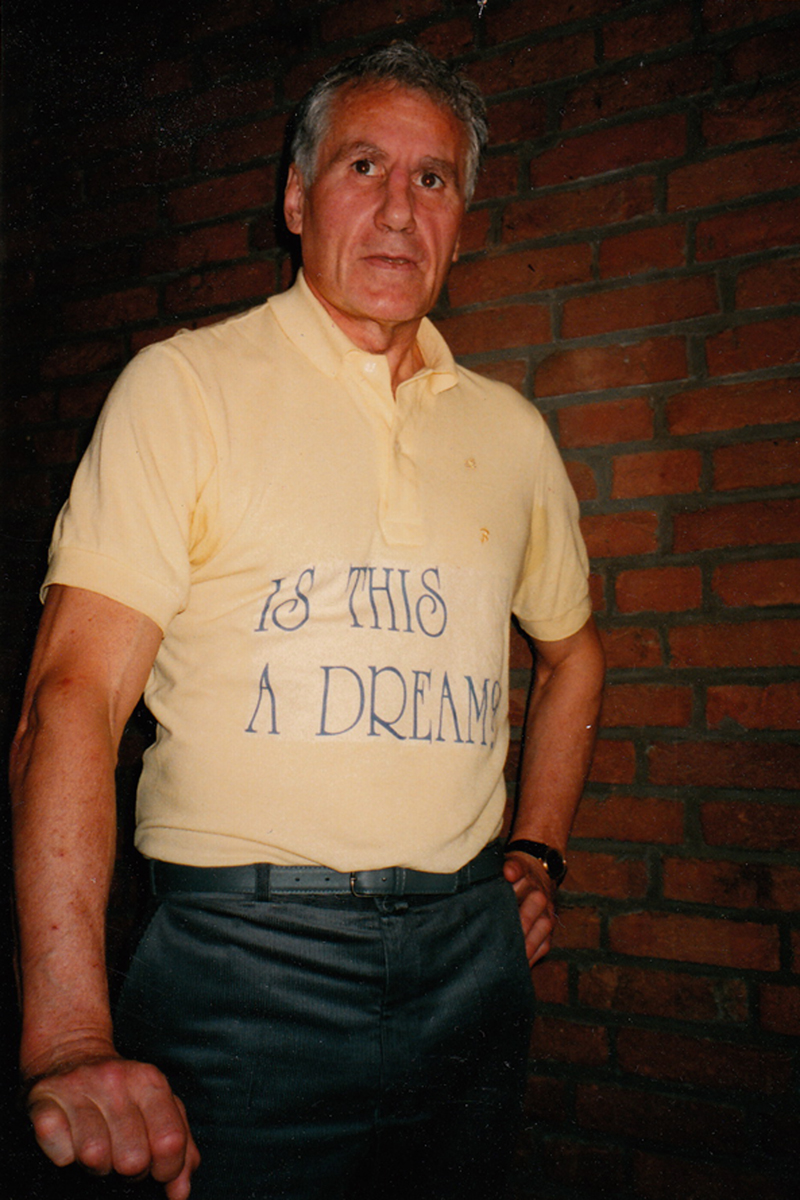
Paul Tholey (ca. 1995)

Paul Tholey (* 14. März 1937 in St. Wendel; † 7. Dezember 1998 in Gronau b. Bad Vilbel) war ein deutscher Psychologe, Traumforscher und Sportwissenschaftler.

## Leben
Tholey studierte nach seinem Abitur 1955 an den Universitäten München und Frankfurt am Main die Fächer Mathematik, Physik und Sportwissenschaft für das höhere Lehramt und seit 1958 Psychologie. Seine wichtigsten akademischen Lehrer waren Vertreter der Gestalttheorie: in der Sportwissenschaft Kurt Kohl und in der Psychologie Edwin Rausch. Nach dem Sportlehrerexamen und dem Diplom in Psychologie war Tholey als wissenschaftlicher Assistent am Psychologischen Institut der Univ. Frankfurt tätig. Hier wurde er 1973 bei Rausch mit der preisgekrönten Dissertation Zur Einzel- und Gruppenleistung unter eingeschränkten Kommunikationsbedingungen (gedruckt 1973) zum Dr. phil. promoviert.
Seit 1974 lehrte Tholey als Dozent, später als Professor für Psychologie an der Universität Frankfurt in den Fächern Allgemeine Psychologie, Statistik und Methodenlehre sowie zeitweise auch als Gastdozent für Sportwissenschaft an der TH Darmstadt. 1982 nahm er eine Professur für Sportwissenschaft an der Technischen Universität Braunschweig an. Zugleich lehrte er weiterhin an der Universität Frankfurt verschiedene psychologische Fächer. Seit 1988 war er wieder ausschließlich in Frankfurt tätig, wobei er sich schwerpunktmäßig mit der von ihm betriebenen Klartraumforschung und deren Anwendungsmöglichkeiten befasste.
Tholey forschte und publizierte auf verschiedenen Gebieten der Psychologie (u. a. Methodologie, Wahrnehmungs-, Denk-, Sozial- und Traumpsychologie, Psychotherapie), der Sportwissenschaften (Grundlagen, Methodik und Didaktik sensumotorischer Handlungen) und der Philosophie (Erkenntnis- und Wissenschaftstheorie, Inferenzstatistik). Seine Werke wurden in fünf Sprachen übersetzt. Internationalen Ruf und Einfluss erwarb er sich insbesondere als Pionier der Klartraumforschung. Auf diesem Gebiet forschte er unter anderem mit Stephen LaBerge und veröffentlichte zahlreiche Aufsätze zu diesem Thema. Nach eigener Aussage prägte er 1977 den Begriff Klartraum in Anlehnung an den englischen Ausdruck lucid dream von Frederik van Eeden. Sein populärwissenschaftliches Buch zu diesem Thema (geschrieben mit Kaleb Utecht) trägt den Titel Schöpferisch Träumen. Bereits als Student entwickelte Tholey 1959 die „Reflexionstechnik“ zur Herbeiführung von Klarträumen. Seine gestalttheoretische Orientierung ermöglichte ihm neue Zugänge zu Erforschung und Verständnis der Phänomene des Klartraums und anderer veränderter Bewusstseinszustände.
Die wissenschaftliche Grundlage der Arbeiten von Paul Tholey auf dem Gebiet der Klartraumforschung, Sportpsychologie und der Bewusstseinsforschung war die Gestalttheorie bzw. Gestaltpsychologie und die philosophische Richtung des Kritischen Realismus. Tholey gehörte dem Vorstand der Gesellschaft für Gestalttheorie und ihre Anwendungen an und war Mitherausgeber der internationalen multidisziplinären Zeitschrift Gestalt Theory. Die von ihm selbst 1989 gegründete Zeitschrift Bewusst Sein, die der Klartraum- und Bewusstseinsforschung gewidmet sein sollte, erschien nur mit einem einzigen Heft.
Auf dem Gebiet der Sportpsychologie wurde er maßgeblich von Kurt Kohl beeinflusst, dessen Gestalttheorie der Sensomotorik und des Sports er fortführte und vertiefte. Paul Tholey nutzte Klarträume systematisch, um komplexe Bewegungsabläufe zu erlernen. Damit war es ihm möglich, auch körperlich anspruchsvolle Sportarten wie Skateboard, Kunstrad und Snowboard im Traum zu „trainieren“ und damit antizipatorisch für den Wachzustand vorzubereiten bzw. Erlerntes durch Traumwiederholungen zu perfektionieren. Diese Technik vermittelte Tholey auch Spitzensportlern.
Unter Tholeys Schülern, die die Klartraumforschung fortführen, sind v. a. Daniel Erlacher (Deutschland) und Brigitte Holzinger (Österreich) zu nennen.
Paul Tholey lebte in St. Wendel und Gronau bei Bad Vilbel.

## Werke (Auswahl)
- Auswahlband 2018: Paul Tholey: Gestalttheorie von Sport, Klartraum und Bewusstsein. Ausgewählte Arbeiten, herausgegeben und eingeleitet von Gerhard Stemberger. Verlag Wolfgang Krammer, Wien, ISBN 978-3-901811-76-0.

Zur Klartraumforschung
- 1980: Klarträume als Gegenstand empirischer Untersuchungen. In: Gestalt Theory. 2, S. 175–191.
- 1981: Empirische Untersuchungen über Klarträume. In: Gestalt Theory. 3, S. 21–62.
- 1985: Haben Traumgestalten ein Bewusstsein? Eine experimentell-phänomenologische Klartraumstudie. In: Gestalt Theory. 7, S. 29–46.
- 1989: Die Entfaltung des Bewusstseins als ein Weg zur schöpferischen Freiheit – Vom Träumer zum Krieger. In: Bewusst Sein. 1(1), S. 25–56.
- 1989: Overview of the development of lucid dream research in Germany. (Vortrag auf der VI. International Conference of the Association for the Study of Dreams in London 1989). Lucidity Letter. 8(2), S. 1–30.
- 1990: Der Klartraum als ein Weg zu schöpferischer Freiheit. In: A. Resch (Hrsg.), Veränderte Bewusstseinszustände. Träume, Trance, Ekstase. S. 199–242. Resch Verlag, Innsbruck, ISBN 3-85382-044-1.
- 1990: Klarträume im Dienst der psychischen Heilung und der Persönlichkeitsentfaltung. In: TW Neurologie Psychiatrie. 7(8), S. 558–570.
- 1990: Interview mit Stephen LaBerge (geleitet und redigiert von Brigitte Holzinger). Lucidity Letter. 9(1), S. 102–115.
- 1987: mit K. Utecht: Schöpferisch Träumen. Der Klartraum als Lebenshilfe. Falkenverlag, Niedernhausen, ISBN 3-88074-275-8.
- 1993: Blickvarianten im Wach- und Traumzustand. In: A. Lischka (Hrsg.): Der entfesselte Blick. S. 150–197. Benteli, Bern, ISBN 3-7165-0862-4.
- 1998: Diskussion über Induktionsmethoden, theoretische Grundlagen und psychotherapeutische Anwendungen des Klarträumens (ein Gespräch mit B. Holzinger und Stephen LaBerge). Gestalt Theory. 20, S. 143–172.

Zur Gestalttheorie, Phänomenologie, Forschungsmethodik
- 1980: Kritik statistischer Hypothesentests. In: Frankfurter Psychologische Arbeiten. 16. Johann Wolfgang Goethe-Universität Frankfurt
- 1980: Gestaltpsychologie. In: R. Asanger, G. Wenninger (Hrsg.): Handwörterbuch der Psychologie. S. 178–184. Beltz, Weinheim / Basel.
- 1983: Signifikanztest und Bayessche Hypothesenprüfung, In: Archiv für Psychologie. 134, S. 319–342.
- 1986: Deshalb Phänomenologie! Anmerkungen zur experimentell-phänomenologischen Methode. In: Gestalt Theory. 8, S. 144–163.
- 1992: (Gibson-Kritik:) Der ökologische Ansatz der Umweltwahrnehmung – ein Beitrag zur semantischen Umweltverschmutzung. Teil I. Gestalt Theory. 14, S. 115–142; Teil II. Gestalt Theory. 14, S. 196–218.
- 1998: Feldtheorien in Biologie, Biophysik, Psychologie und Sozialwissenschaften. In: ÖAGP-Informationen 1998.

Zur Sensumotorik und Sportpsychologie
- 1980: Erkenntnistheoretische und systemtheoretische Grundlagen der Sensumotorik aus gestalttheoretischer Sicht. In: Sportwissenschaft. 10, S. 7–35.
- 1984: Sensumotorisches Lernen als Organisation des psychischen Gesamtfeldes. In: E. Hahn, H. Rieder (Hrsg.): Sensumotorisches Lernen und Sportspielforschung (Festschrift zum 65. Geburtstag von Prof. Dr. Kohl). S. 11–26. bps-Verlag, Köln.

Zur Psychotherapie
- 1984: Gestalt therapy made-in-USA and made-elsewhere. In: Gestalt Theory. 3, S. 171–174.
- 1996: Zur Bedeutung der Wir- und Ichhaftigkeit in der Gestalttheoretischen Psychotherapie (I). In: ÖAGP-Informationen. 5(2), S. I–VIII; (II). ÖAGP-Informationen. 5(3), S. I–VI. 2002 Wiederabdruck In: G. Stemberger (Hrsg.): Psychische Störungen im Ich-Welt-Verhältnis. Krammer, Wien, ISBN 3-901811-09-5.